# Pazuzu

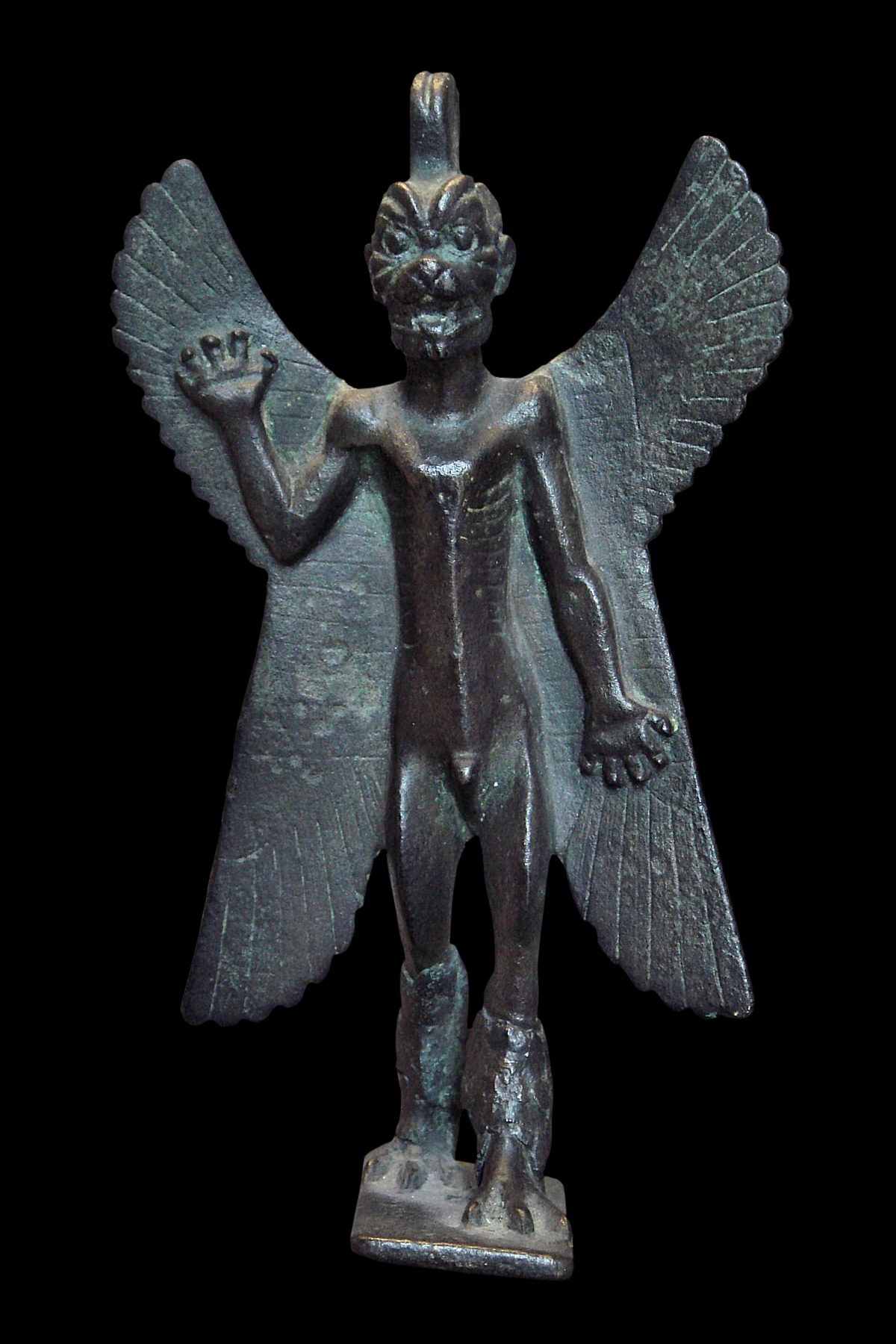
Figurilla de Pazuzu en el Museo del Louvre. Esta imagen data del primer milenio antes de Cristo y fue encontrada en Irak.

Pazuzu (en acadio: pà.zu.zu; también llamado Fazuzu o Pazuza) es el rey de los demonios del viento, hijo del dios Hanbi o Anu, en la mitología mesopotámica. Para los sumerios, también representaba el viento del suroeste, que traía las tormentas, y también el portador de la peste y las plagas, del delirio y de la fiebre. Era una personificación del viento del oeste y ejercía la realeza sobre los demonios del viento o «Lilû».
Como entidad apotropaica, se le consideraba tanto un viento destructivo como peligroso, pero también un repelente de otros demonios, que salvaguardaría el hogar de su influencia. En particular, era protector de las mujeres embarazadas y las madres, a las que podía defender de las maquinaciones de la diablesa Lamashtu, su consorte y rival. Se le invoca en rituales y sus representaciones se utilizan como amuletos defensivos.
Tiene muchas conexiones con otras deidades del viento, a saber, Lamashtu y los demonios Lilû, otros demonios protectores, así como la deidad enana egipcia extranjera Bes.

## Origen e historia

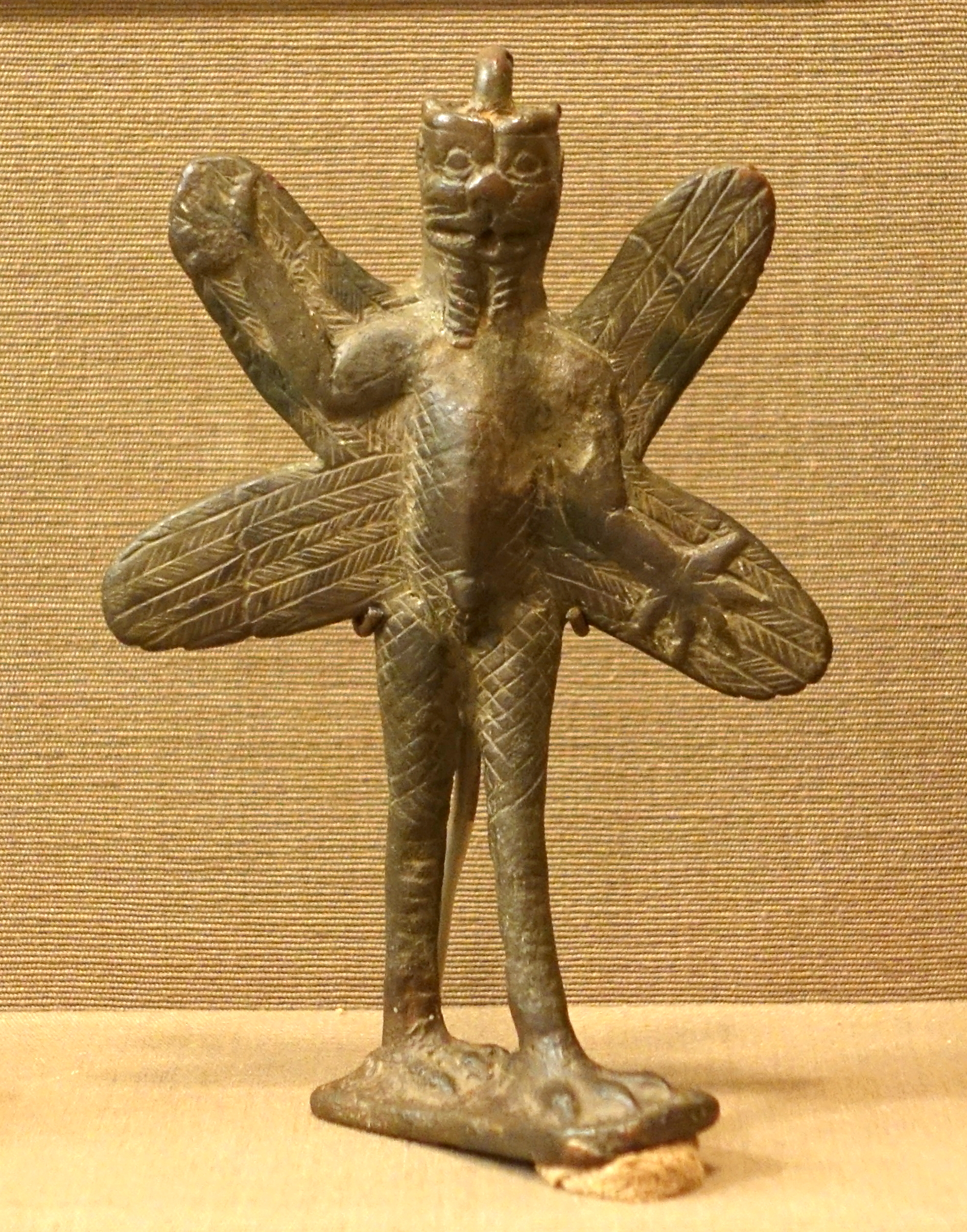
Estatuilla de bronce de Pazuzu, período neoasirio (911-609 a. C.). Instituto Oriental de Chicago.

Según Wiggermann, la figura de Pazuzu apareció repentinamente a principios de la Edad del Hierro. Sus primeras representaciones visuales no están atestiguadas hasta el siglo VIII a. C. con los primeros hallazgos en las tumbas de Nimrud, y sus primeras apariciones en textos se remontan al siglo VII a. C. La mayoría de sus representaciones datan de los siglos VII y VI a. C., y los hallazgos más recientes se remontan a la época del Imperio seléucida.

## Función
Pazuzu tiene dos aspectos principales. Primero como un demonio del hogar, como espíritu doméstico, y segundo como el demonio del viento errante, atravesando las montañas, donde se presenta como un personaje más salvaje.

### Pazuzu como deidad protectora doméstica
Hay un uso bien documentado de Pazuzu en la magia blanca mesopotámica. Su forma inhumana y grotesca podría haber sido utilizada como un método para mantener alejados a los invitados no deseados, así como para sofocar a sus súbditos demonios del viento para que no entren en la casa y causen estragos. Su papel en el ritual y la magia está documentado en inscripciones en la parte posterior de sus estatuas o en textos rituales. Se usaron hechizos, encantamientos y artefactos especiales para obtener el favor y la protección del demonio. Estos artefactos se colocaban dentro y alrededor de la casa, o se usaban en la persona para lograr el efecto deseado.

### Objetos de protección
Se han descubierto grandes cantidades de cabezas de Pazuzu, hechas de una variedad de materiales, principalmente terracota, pero también bronce, hierro, oro, vidrio y hueso. Estas cabezas a menudo tenían agujeros o argollas en la parte superior, por lo que las mujeres embarazadas podían usarlas en collares para proteger al bebé de las fuerzas del mal. Ocasionalmente, las cabezas se unían a los sellos de los cilindros o también se usaban como broches. Algunas de estas cabezas se han encontrado en tumbas.
Los amuletos tallados también son comunes. Los textos rituales de Uruk afirman que a una mujer se le puede entregar un collar de bronce o un amuleto de Pazuzu para protegerla de un aborto debido a la interferencia de Lamastu. Algunas tienen forma rectangular, donde Pazuzu está de pie o agachado. Los amuletos más grandes hechos de piedra se podían colgar en la pared para proteger la habitación o la entrada. Uno de este tipo de amuleto que se encontró dentro de una casa en la ciudad neoasiria de Tell Sheikh Hamad estaba tirado en el piso de la sala de recepción principal y se cree que fue colgado en la pared frente a la entrada.
Dado el volumen de artefactos descubiertos, se cree que disfrutó de gran popularidad, y con base en la uniformidad de las cabezas, amuletos y estatuas, incluso se especula que las representaciones de Pazuzu fueron producidas en masa.

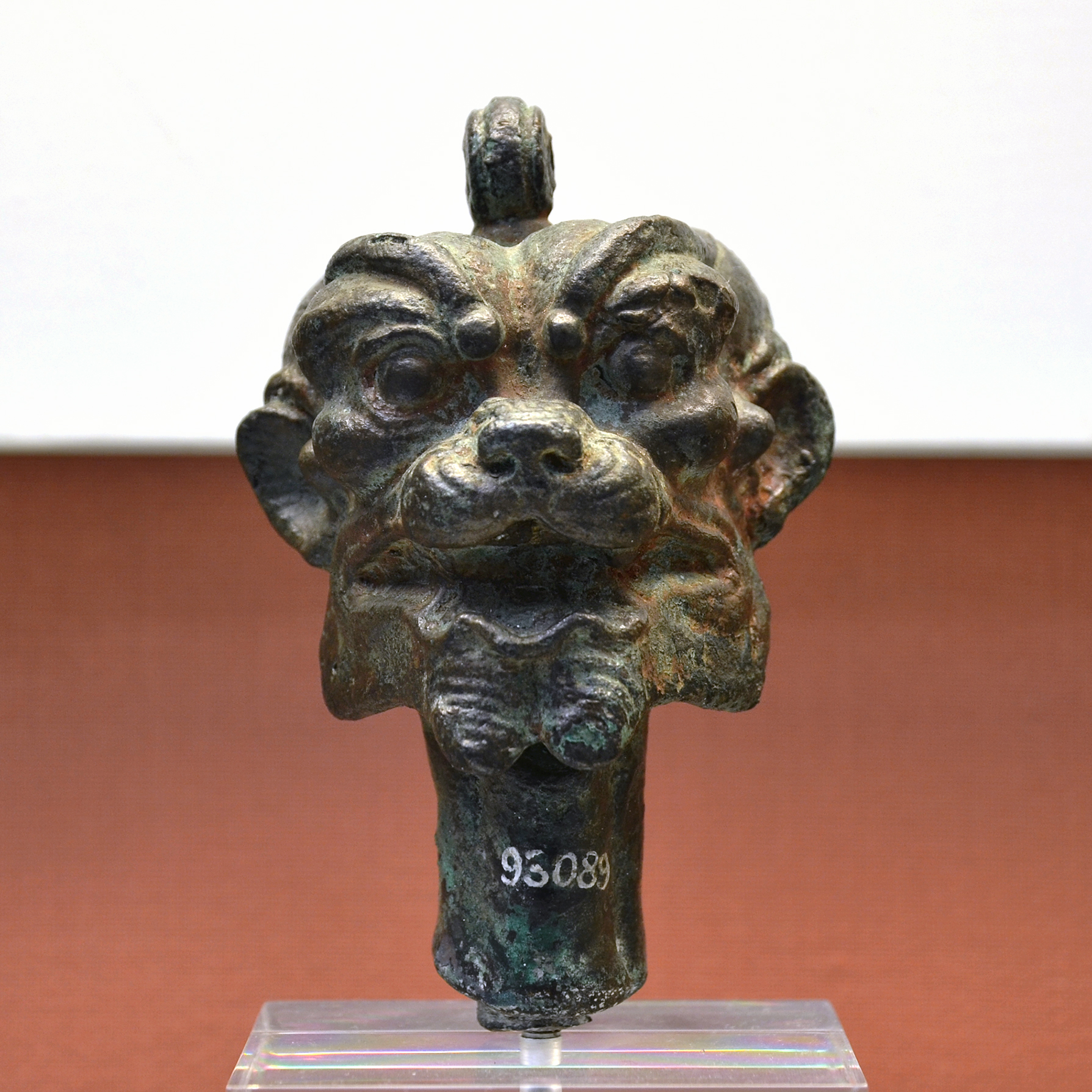
Cabeza de bronce de Pazuzu, que incluye una argolla para ensartar en un collar y usar como amuleto protector. Museo Británico.
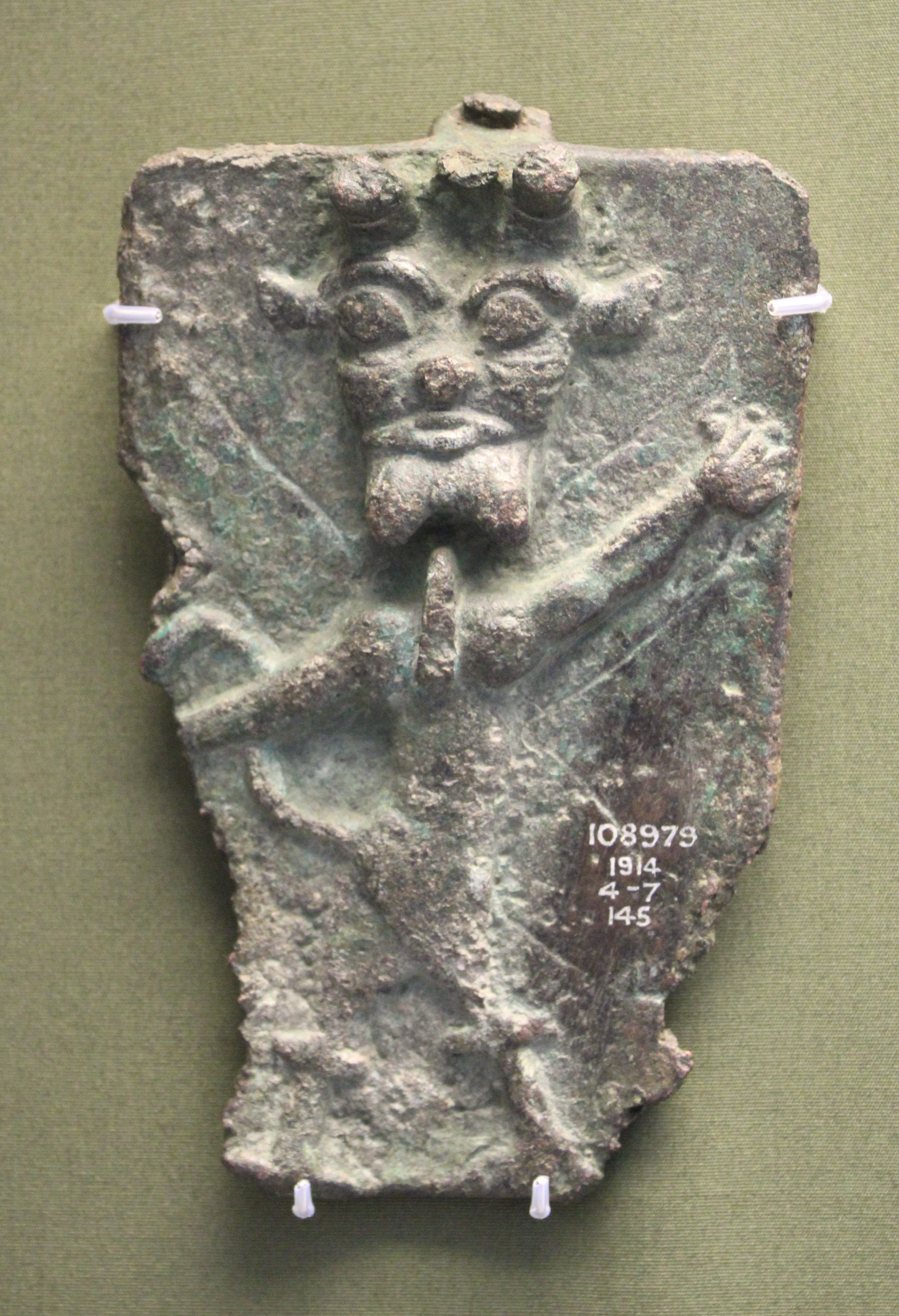
Anverso de un amuleto de Pazuzu del Museo Británico.
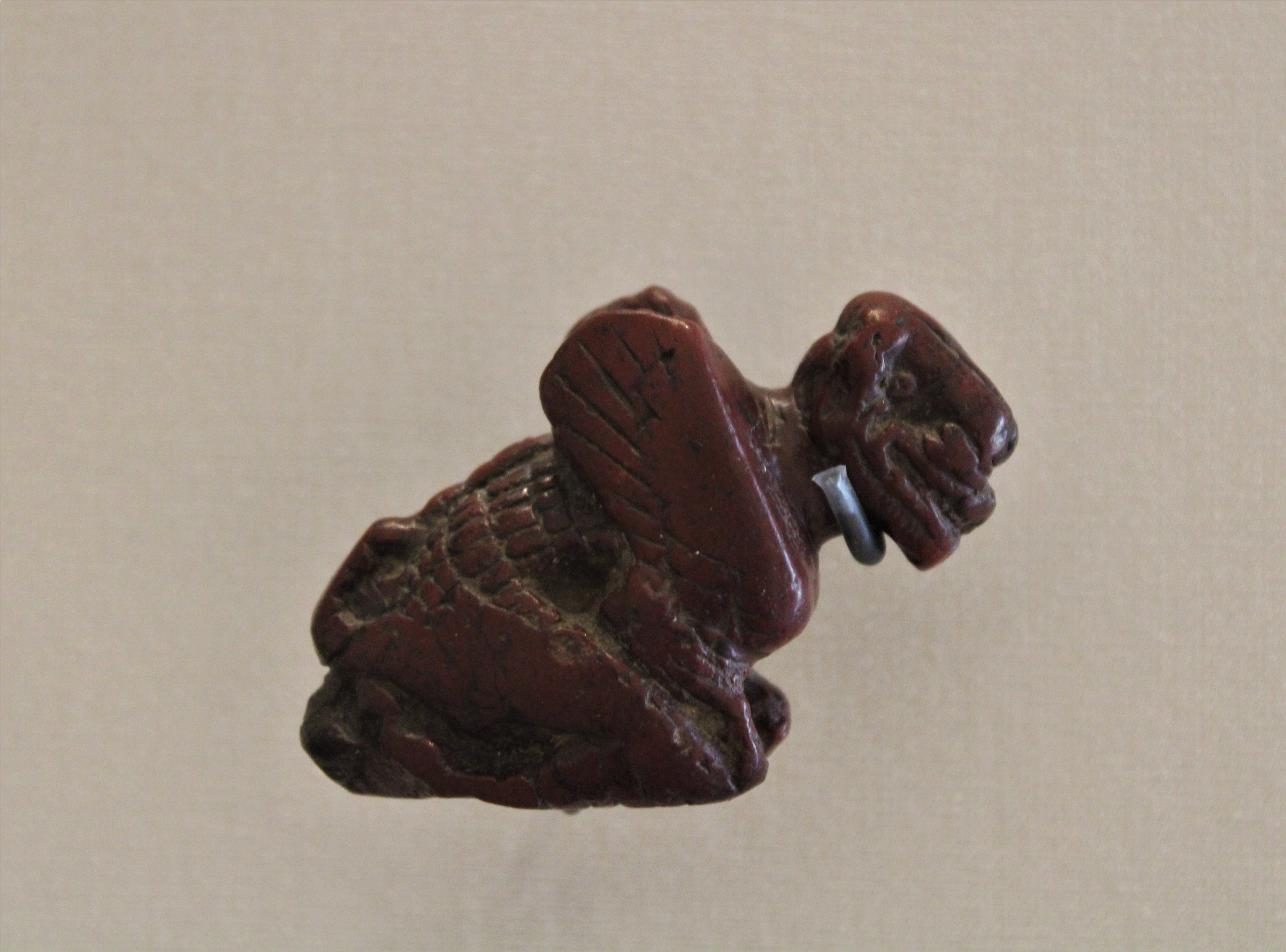
Talla de jaspe rojo de un Pazuzu en cuclillas, esta postura agachada sugiere su conexión con el Viento del Oeste. Museo del Louvre.
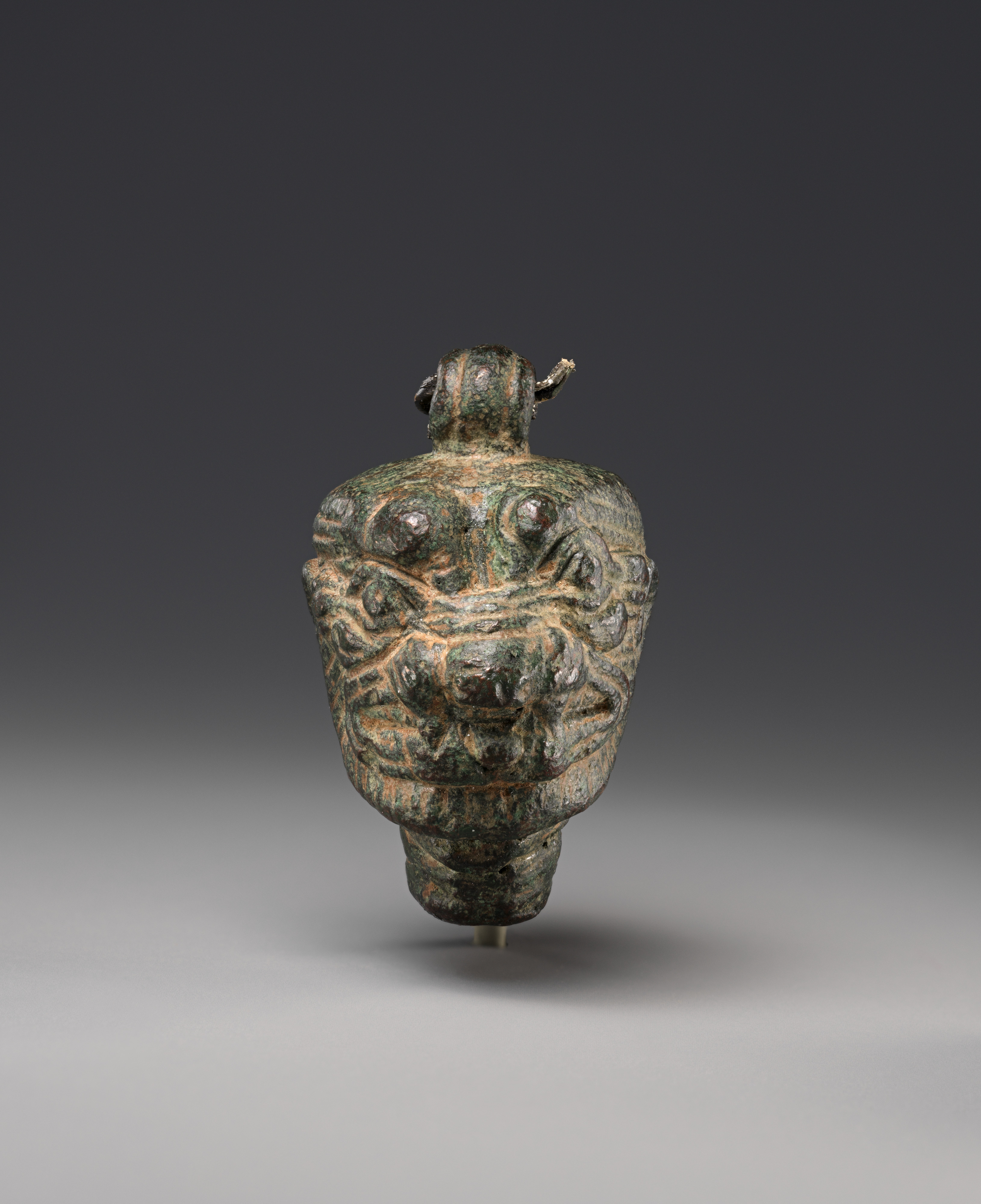
Este colgante usaba un lazo de suspensión para asegurar que la mirada del demonio siempre se dirigiera hacia afuera. Para asegurar que la energía del demonio se dirigiera a las amenazas que enfrentaba el usuario.
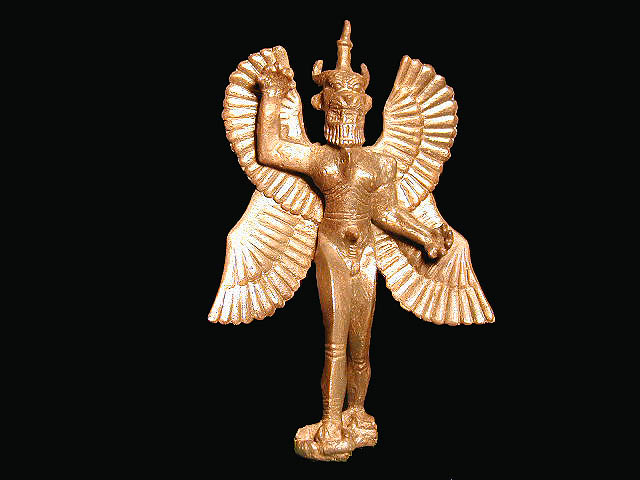
Figura de bronce de Pazuzu. Colección del Antiguo Cercano Oriente de la Universidad de Tübingen.
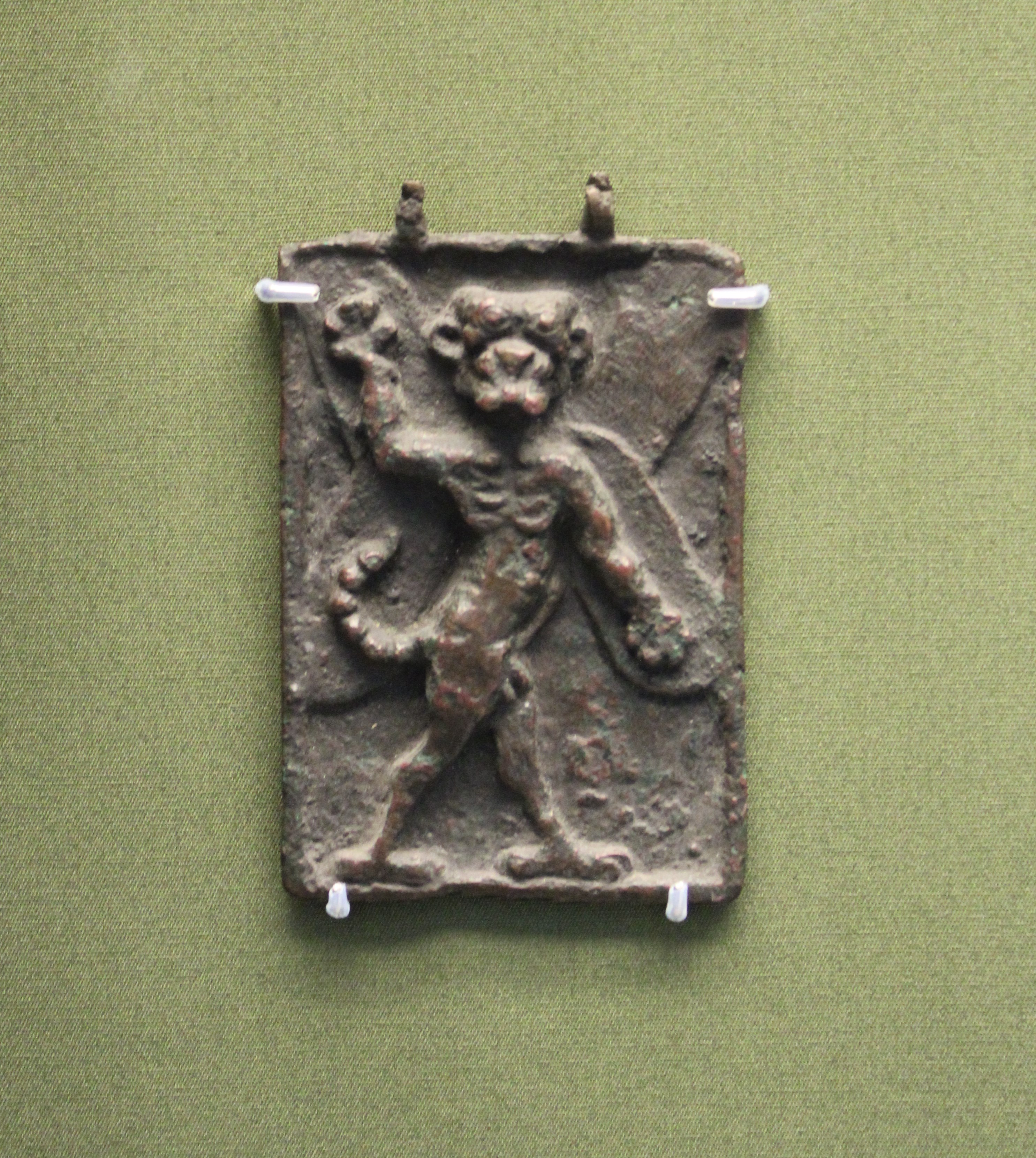
Placa de bronce que representa a Pazuzu, sirviendo como amuleto. Museo Británico.
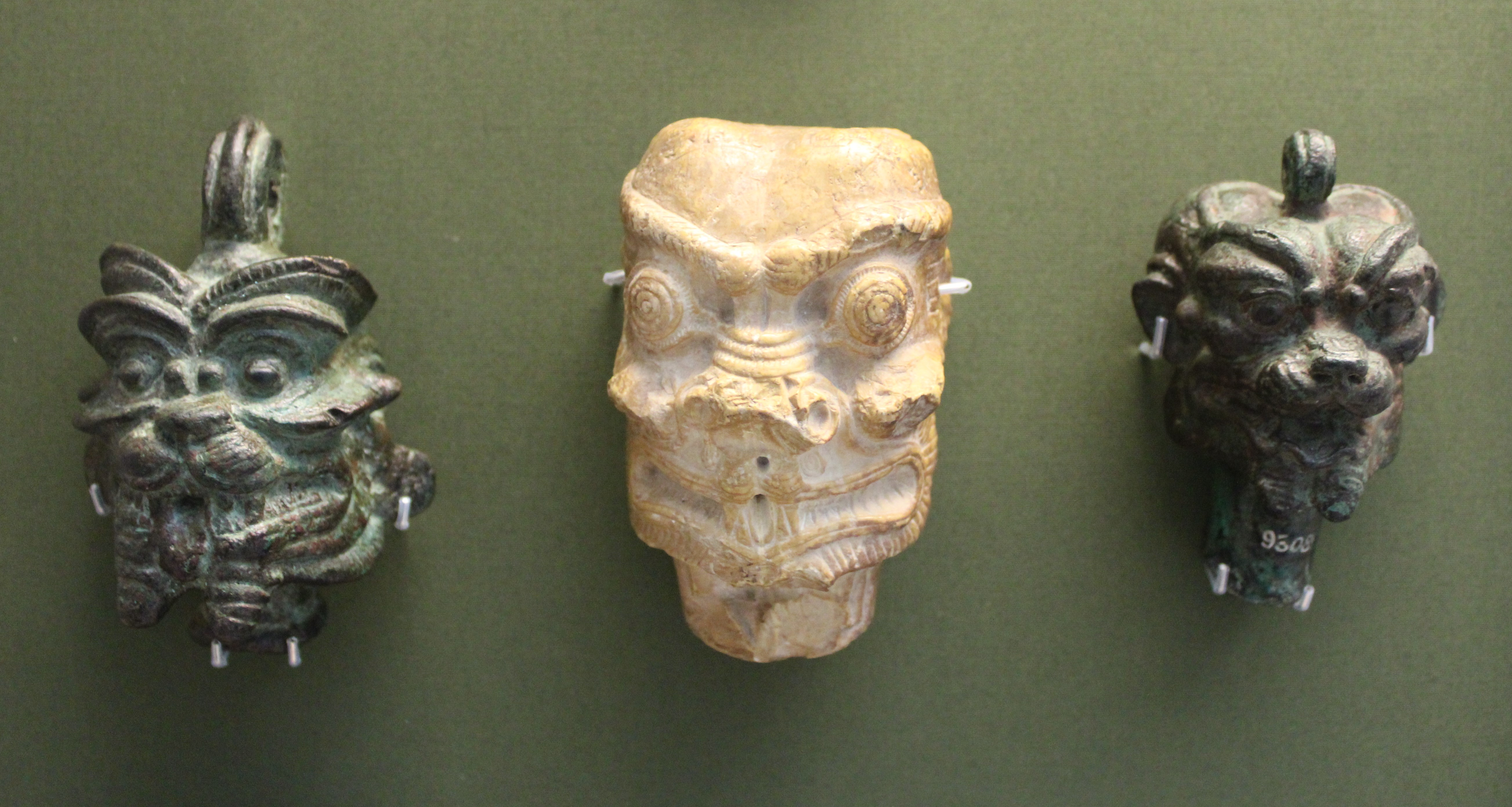
Cabezas de Pazuzu de bronce y piedra. Museo Británico.
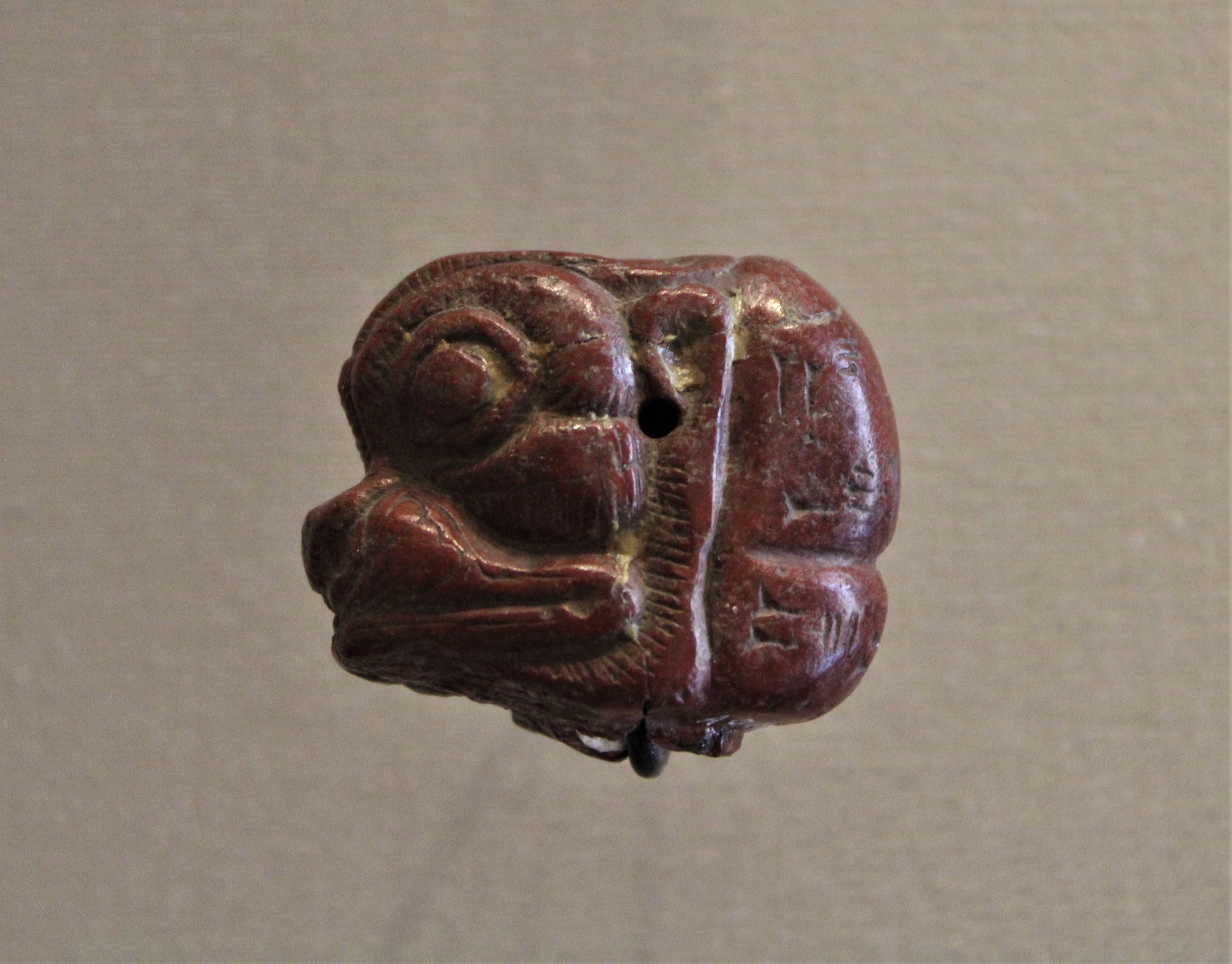
Cabeza de Pazuzu en piedra roja con inscripción. Museo del Louvre.
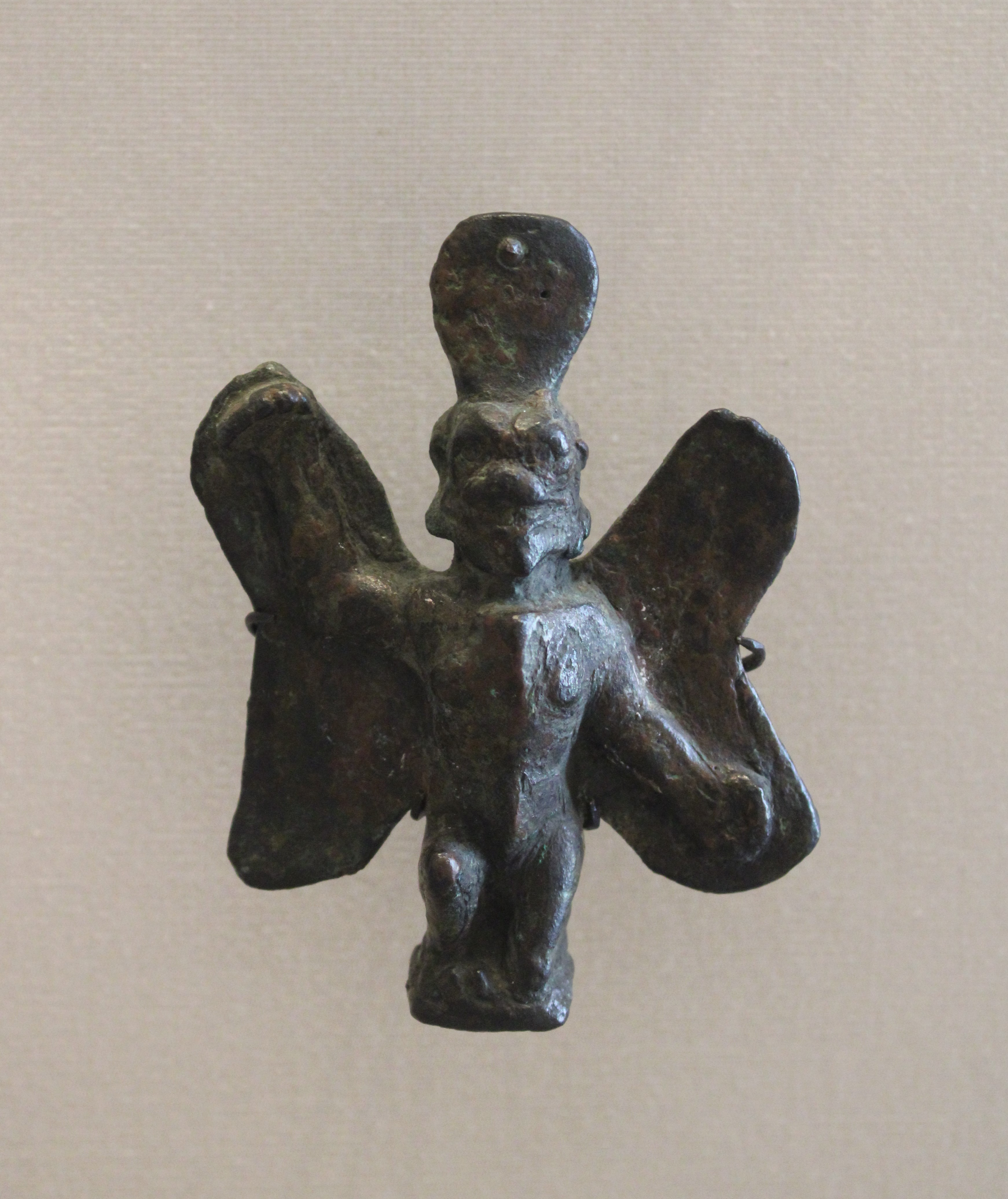
Estatuilla de bronce de Pazuzu en cuclillas. Museo del Louvre.
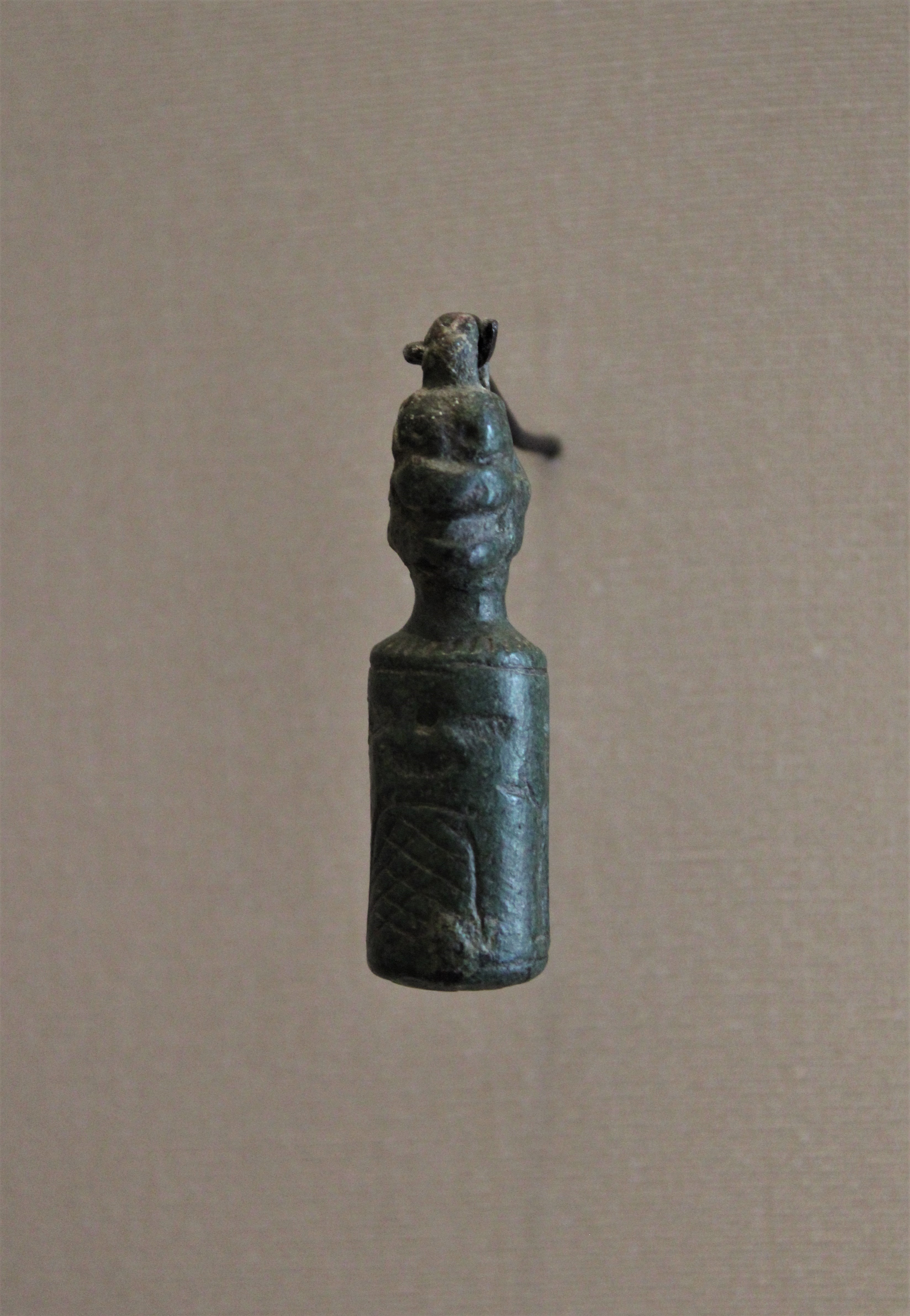
Sello cilíndrico de bronce, coronado por la cabeza del demonio Pazuzu. Museo del Louvre.
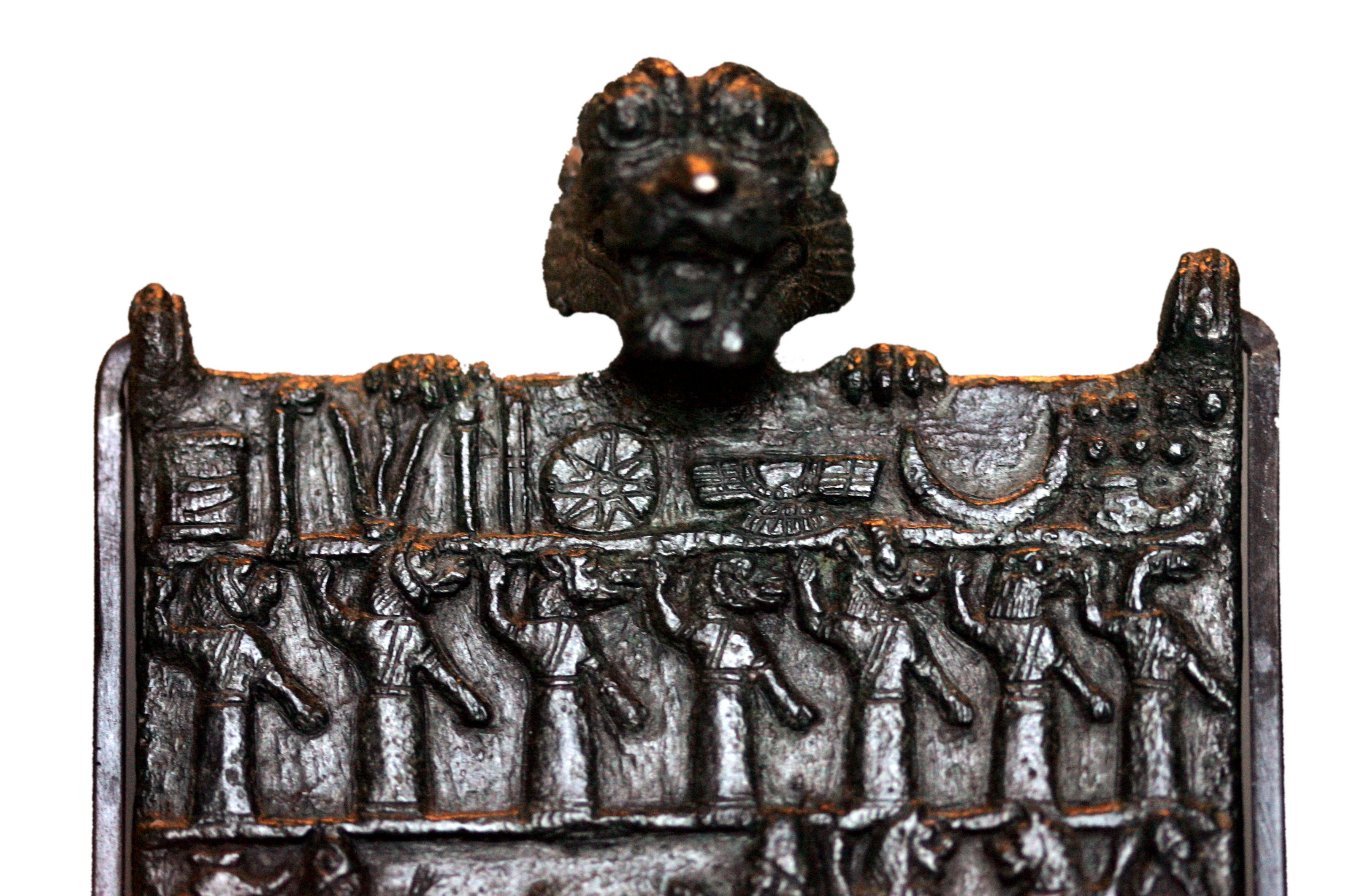
Cabeza y garras de Pazuzu en la placa de Lamashtu. Museo del Louvre.
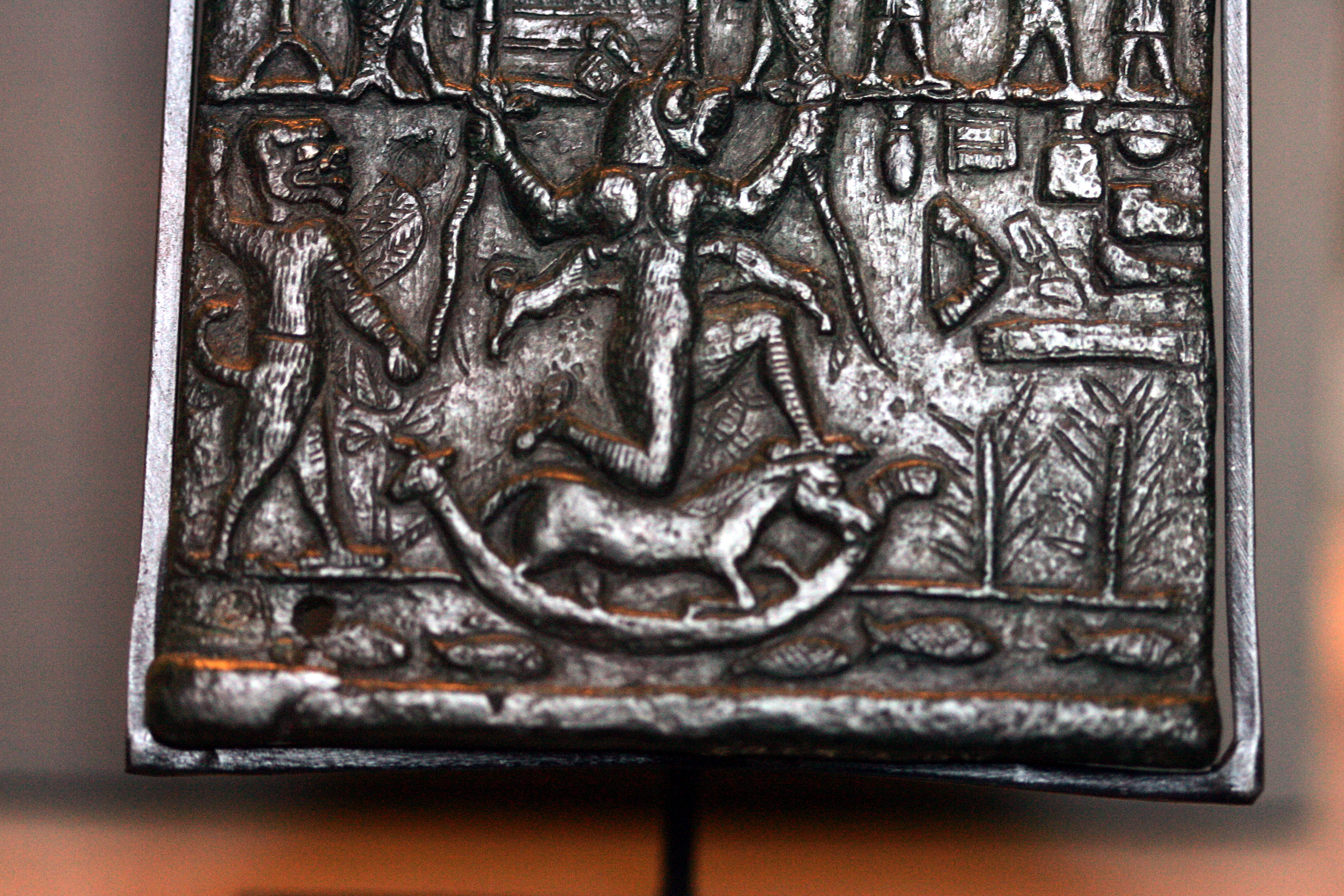
Registro inferior de la placa de Lamashtu: Pazuzu, a la izquierda, repeliendo al demonio Lamashtu (centro). Museo del Louvre.

#### Textos rituales
En relación con las representaciones de Pazuzu, las inscripciones de texto en el reverso de las representaciones o en las tablillas invocarían o mencionarían a Pazuzu.
Un texto ritual de Asiria prescribe una cabeza de Pazuzu como una forma de desterrar la enfermedad. De manera similar, un encantamiento ritual contra Lamastu del período babilónico tardío instruye hacer un collar de Pazuzu y colgarlo alrededor del cuello de las personas afligidas.
Varios textos "exorcistas-medicinales" (exorcismo y medicina son difíciles de distinguir en Mesopotamia, donde se combinaron las dos prácticas) involucran a Pazuzu o sus figurillas. Por ejemplo, un texto desenterrado en Nimrud en Asiria presenta un ritual de elaboración de una figurilla protectora de Pazuzu a partir del polvo recolectado de varios lugares sagrados o que tienen un vínculo simbólico con la enfermedad:

«Si alguno ha sido tomado por la 'Mano-de Ishtar', enfermedad-LÍL.LÁ.EN.NA (enfermedades), cualquier mal, y no lo suelta, para sanar (al paciente): (recoger) polvo del templo de Marduk, [polvo del templo de] Ishtar, polvo del pedestal de adoración, polvo de la puerta de un hombre sano, [polvo de la puerta] de un muerto, polvo de la puerta del taller, el polvo de la encrucijada, el polvo de la tumba, el polvo del parapeto del muro, el polvo de los siete caminos (etc.). Mezcla estos 14 polvos en la cisterna de agua del templo de Marduk. Haz el busto de una estatua de una figurilla de Pazuzu. Si el paciente lleva (la figura) en ambas manos, o si se coloca sobre la cabeza del paciente, cualquiera que sea el mal que lo haya atacado, él observará y no se acercará. Este paciente se curará.»

### Pazuzu, rey de los demonios malignos del viento
En la versión bilingüe (sumerio y acadio) del Compendio, se identifica a sí mismo:

«Soy Pazuzu, hijo de Ḫanbi, rey de los malvados demonios lilû. Me enfurecí (en un movimiento violento) contra las fuertes montañas y las ascendí.»

Otro texto también narrado por él describe a Pazuzu encontrándose con otros demonios lilû en sus viajes y rompiéndoles las alas, evitando así que inflijan daño:

«Subí a una montaña poderosa que se sacudía, y los vientos (malignos) que encontré allí se dirigían al oeste; uno por uno rompí sus alas.»

En otro texto, se le percibe como más malicioso, ya que el narrador se refiere a él como «Agonía de la humanidad», «Sufrimiento de la humanidad», «Enfermedad de la humanidad», y cánticos para evitar que el demonio entre en el hogar.

## Descripción y mitología
Se le suele representar con cuerpo de hombre, cabeza de león o perro, cuernos de cabra en la frente, garras de ave en vez de pies, dos pares de alas de águila, cola de escorpión y pene con forma de serpiente. También se suele mostrar con la palma de la mano derecha hacia arriba, y la izquierda hacia abajo. Esta posición de las manos simboliza la vida y la muerte, o la creación y la destrucción.
Pazuzu es el demonio del viento del suroeste conocido por traer hambruna durante las estaciones secas y langostas durante las estaciones lluviosas. Aunque Pazuzu se considera un espíritu maligno, era invocado para protegerse de otros espíritus malignos. Protegería a los humanos contra cualquier tipo de desgracia o plaga.
Su imagen se usaba en amuletos apotropáicos para rechazar a su consorte y enemiga Lamashtu, un demonio femenino que se alimentaba de recién nacidos y sus madres. Este amuleto se colocaba tanto en la madre, llevándolo al cuello, como en el niño, mientras que otros más grandes se colocaban sobre ellos en una pared.

## Estatuilla en el Museo del Louvre
Es sin duda la representación más famosa de este demonio y la que se utilizó como modelo para la película El Exorcista. Se trata de una imagen que data del primer milenio antes de Cristo (siglo VIII y siglo VII a. C.) y fue encontrada en Irak. Desde 1872 forma parte de los fondos del Museo del Louvre de París.
La figurilla, de apenas 14,5 cm de altura, fue hecha para ser colgada al cuello, de ahí que tenga una argolla sobre su cabeza. Se encuentra en el ala Richelieu, sala 6, vitrina 4. Esta obra es un testimonio valioso del arte en bronce de los asirios. En esta estatua, Pazuzu aparece representado como una quimera con el cuerpo de un hombre, una cabeza de león, patas de águila, dos pares de alas de ave rapaz, una cola de escorpión y un pene de forma serpentina. Se le muestra también con la mano derecha apuntando hacia arriba y la izquierda hacia abajo.
En su parte trasera se encuentra la inscripción: "Soy Pazuzu, hijo de Anu (Hanbi), soy rey de los demonios del aire que desciende con fuerza de las montañas haciendo estragos". Junto a la estatuilla de Pazuzu se encuentra la Placa de conjuro contra la Lamashtu, un amuleto de bronce confeccionado para no caer enfermo o para curar una enfermedad. Se realizó para llevar de nuevo a los Infiernos a la demonio Lamashtu, y de este modo abandonara el cuerpo del enfermo que ella había poseído. La placa está sostenida por el demonio Pazuzu. Se lo ve de espalda, detrás de la placa. Su cabeza es visible sobre la cara delante de la placa.

## Pazuzu en la cultura popular
- Pazuzu aparece en la película danesa Häxan de 1922.

- En la película El exorcista, de 1973, se lleva a cabo la misma historia que en la novela original. A diferencia de esta, Pazuzu es considerado como el mismo Satanás, por lo cual en esta primera parte de la saga no se lo menciona como Pazuzu, sino como el "demonio", Satanás, etc.

- En Exorcista II: el hereje, Pazuzu encuentra a Regan en Washington volviéndola a poseer. Regan, entre recuerdos de su pasado y viviencias de su horrible actualidad, se enfrenta a Pazuzu, logrando derrotarlo y expulsarlo de su cuerpo. Pazuzu toma forma de una langosta. A partir de esta segunda parte de la saga, el demonio ya aparece mencionado como Pazuzu.

- En El exorcista III, Pazuzu acude en busca del cadáver del padre Karras, logrando poseerlo y debatirlo entre la vida y la muerte. Karras luego de un intenso sufrimiento muere de un disparo en la cabeza, que el mismo pidió para no ser poseído nuevamente por Pazuzu.

- En Exorcist: The Beginning: Se describen los primeros años del padre Lankester Merrin y su afán por combatir a Pazuzu. Estos hechos transcurren obviamente antes de todas las películas anteriores.

- En la serie de televisión El exorcista: Pazuzu sigue en búsqueda de Regan, tanto así que posee a su hija para chantajearla. Su ira es incontrolable y su sed de sangre insaciable. Luego es derrotado por el Padre Tomás gracias a las enseñanzas del Padre Marcus.

- Pazuzu también es el nombre de un grupo de black metal austriaco.

- En la serie de televisión Futurama, Pazuzu es el nombre de la gárgola mascota del Profesor Hubert Farnsworth.

- Pazuzu es mencionado, aunque no aparece físicamente, en el episodio "The Saint of Last Resorts" de la primera temporada de la serie Constantine.

- También aparece en los juegos de mesa de Dungeons & Dragons.

- En el manga Godsider, uno de los principales enemigos del protagonista es la reencarnación de Pazuzu.

- En el episodio "Treehouse of Horror XXVIII" de la serie Los Simpson, la bebé Maggie Simpson es poseída por Pazuzu, concretamente en la sección del capítulo denominada "The Exor-Sis". La posesión acontece  por la intervención de una estatua recibida a través de una versión ficticia de Amazon. En referencia al filme El Exorcista, Maggie es capaz de voltear su cuello en un ángulo de 360° en diversas ocasiones. Además, pese a que Lisa Simpson también contribuye en el exorcismo, Maggie es exorcizada por un exorcista católico.
- Pazuzu es la estatua de un demonio que apareció en el video de Rockit de la banda británica Gorillaz. Pazuzu también aparece en la portada del álbum recopilatorio D-Sides, así como en la portada del álbum Phase Two: Slowboat to Hades, con los Gorillaz sentados a su alrededor. También se encuentra fuera de los estudios Kong con vistas al cementerio, como se muestra en el inicio del videoclip del tema "Dare". Durante el álbum Plastic Beach, se le puede ver en Rhinestone Eyes.

- Pazuzu aparece como uno de los antagonistas principales del videojuego Castlevania: Harmony of Dissonance de Konami para Game Boy Advance.

- La banda sueca de metal sinfónico Therion lanza en agosto de 2022 nuevo vídeo de un sencillo titulado "Pazuzu" de su álbum Leviathan II, en el cual se revelan visualmente importantes influencias mitológicas de las culturas mesopotánicas.

- En la película Legend de 1985, se pueden ver varias estatuas de Pazuzu alrededor del pantano del gran árbol y dentro de esta.

- Pazuzu aparece también en la película Wishmaster de 1997.

- En la serie de televisión de Ultraman Gaia, aparece un monstruo con el nombre de Pazuzu.